# 奥田崇
奥田 崇（おくだ たかし、1971年3月22日 - ）は、日本の俳優である。神奈川県鎌倉市出身。過去の所属はオフィスのいり。

## 出演

### テレビドラマ
- 火曜サスペンス劇場「身辺警護2」（1998年10月、日本テレビ） - 門倉哲夫 役
- Fighting Girl（2001年7月-9月、フジテレビ）
- 世にも奇妙な物語 春の特別編 (2002年)『おかしなまち』（2002年3月、フジテレビ）
- 金曜エンタテイメント「実録 福田和子」（2002年8月、フジテレビ）
- 金曜ナイトドラマ ツーハンマン 第8話（2002年8月、テレビ朝日）
- 土曜ワイド劇場「変装婦警の事件簿3」（2002年11月、テレビ朝日） - 篠崎歩 役
- 土曜ワイド劇場 25周年記念スペシャル「リカ」（2003年3月、テレビ朝日）
- 土曜ワイド劇場 特別企画 第3回ホラーサスペンス大賞・特別賞受賞作品「邪光」（2004年5月、テレビ朝日）
- 土曜ワイド劇場「女変装捜査官」（2004年7月、テレビ朝日）
- 木曜ドラマ 黒革の手帖（2004年10月〜12月、テレビ朝日） - 北見 役
- 土曜ワイド劇場 特別企画「交渉人」（2005年3月、テレビ朝日）
- 土曜ワイド劇場「女変装捜査官2」（2005年5月、テレビ朝日）
- 金曜エンタテイメント「ずっと逢いたかった。」（2005年9月、フジテレビ）
- 木曜ドラマけものみち 第8話（2006年3月、テレビ朝日）
- 大河ドラマ功名が辻（2006年12月、NHK総合） - 脇坂安治 役
- 百鬼夜行抄（2007年2・3月、日本テレビ） - 狐の青年 役
- 交渉人（2008年1・2月、テレビ朝日）
- 四つの嘘（2008年7月-9月、テレビ朝日）
- OLにっぽん（2008年10月-12月、日本テレビ）
- 月曜ゴールデン 松本清張生誕100年記念スペシャルドラマ・火と汐（2009年12月、TBS）
- インディゴの夜（2010年3月、東海テレビ/フジテレビ） - 三国蘭子の秘書 役

### 映画
- 金融腐食列島〔呪縛〕（1999年）
- メッセンジャー（1999年8月）
- 13階段（2003年2月）

### 舞台
- ソングオブサイゴン
- オスカー - シェリー 役
- 志士たち - 土方歳三 役
- 暗くなるまで待って
- あたっくNO.1 - 寺内中尉 役